# Demopolis (Alabama)
Demopolis es una ciudad ubicada en el condado de Marengo (Alabama) en el estado estadounidense de Alabama. En el censo de 2000, su población era de 7540. 

## Demografía
En el 2000 la renta per cápita promedia del hogar era de $ 26.481$ , y el ingreso promedio para una familia era de 35.752$. El ingreso per cápita para la localidad era de 16.687$. Los hombres tenían un ingreso per cápita de 37.206$ contra 20.265$ para las mujeres.

## Geografía
Demopolis está situado en 32°30′34″N 87°50′14″O / 32.50944, -87.83722 (32.509465, -87.837265).
Según la Oficina del Censo de los EE. UU., la ciudad tiene un área total de 12.48 millas cuadradas (32.32 km ²).